# 현대ADM바이오
현대ADM바이오 주식회사(영어: Hyundai ADM Bio)는 대한민국의 임상시험수탁기관 서비스 기업이다.

## 역사 및 현황
2003년 10월 31일에 ADM코리아로 설립되었다.